# Jisoo
Jisoo (kor. 지수, ur. 3 stycznia 1995), właśc. Kim Ji-soo (kor. 김지수) – południowokoreańska piosenkarka, aktorka, autorka tekstów oraz członkini zespołu Blackpink. 31 marca 2023 roku zadebiutowała solowo z single albumem Me.

## Biografia

### Wczesne lata
Urodziła się w Gunpo w Korei Południowej.
W 2011 dołączyła do YG Entertainment jako stażystka. W 2015 wystąpiła gościnnie w serialu Producent stacji KBS2 u boku Sandary Park z 2NE1 i Kang Seung-yoona z Winner. W tym samym roku pojawiła się w kilku reklamach: Samsonite (z aktorem Lee Min-ho),Smart Uniform, LG Electronics oraz Nikon.

### 2016–2022: Blackpink i debiut aktorski
W sierpniu 2016 Jisoo zadebiutowała jako jedna z czterech członkiń południowokoreańskiego girlsbandu Blackpink. Zespół zadebiutował singlem Square One zawierającym utwory „Whistle” oraz „Boombayah”. Pierwszy z nich osiągnął status Perfect All-Kill.
Od 5 lutego 2017 do 4 lutego 2018 Jisoo była prowadzącą programu Inkigayo (razem z Park Jin-youngiem z Got7 i Do-youngiem z NCT). W 2019 roku po raz pierwszy spróbowała swoich sił w aktorstwie, pojawiając się w epizodycznej roli w serialu fantasy Arthdal Chronicles stacji tvN, razem z Nichkhunem z 2PM.
Jisoo wzięła udział jako autorka tekstu w głównym singlu „Lovesick Girls”  z pierwszego albumu studyjnego Blackpink, zatytułowanego The Album.
Jisoo zagrała swą pierwszą główną rolę w 2021 roku w serialu JTBC Snowdrop, gdzie partnerował jej Jung Hae-in. Wcieliła się w postać studentki pierwszego roku, Eun Yeong-ro, która jest zakładniczką swego ukochanego. Serial zajął pierwsze miejsce na platformie Disney+ w czterech z pięciu krajów, w których był dostępny, w tym w Korei Południowej. We wrześniu 2022 roku Jisoo otrzymała nagrodę dla najlepszej koreańskiej aktorki na Seoul International Drama Awards za swoją rolę w Snowdrop.
Jisoo ponownie przyczyniła się do napisania tekstu piosenki, tym razem do utworu „Yeah Yeah Yeah”, który jest czwartą piosenką z drugiego albumu studyjnego Blackpink, zatytułowanego Born Pink.

### Od 2023: Solowy debiut
2 stycznia 2023 roku YG Entertainment ogłosiło, że Jisoo zadebiutuje jako artystka solowa w ciągu roku i jest w trakcie kręcenia teledysku. 5 marca pojawiły się teasery na kontach Blackpink w mediach społecznościowych, potwierdzając, że jej projekt zatytułowany Me zostanie wydany 31 marca 2023 roku.

## Inna aktywność

### Marketing
We wrześniu 2018 Jisoo razem z Rosé zostały modelkami dla południowokoreańskiej marki kosmetyków Kiss Me. W grudniu 2019 została lokalną ambasadorką marki kosmetycznej Diora – „Dior Beauty”.

### Wpływ i popularność
W corocznym sondażu muzycznym Gallup Korea za 2018 Kim Ji-soo zajęła dziesiąte miejsce wśród najpopularniejszych idolów w Korei Południowej, uzyskując 4,8% głosów. W 2019 została wybrana w ramach BoF 500, który jest „definitywnym indeksem zawodowym” osób kształtujących branżę modową. W lutym 2020 zajęła 4. miejsce wśród K-popowych idoli na Instagramie z 20,9 milionami obserwujących.

## Dyskografia

### Solowa

#### Single album
| Rok  | Dane dot. albumu                                                                                 | Najwyższa pozycja | Najwyższa pozycja | Sprzedaż                       |
| Rok  | Dane dot. albumu                                                                                 | KOR (Circle)      | JPN (Oricon)      | Sprzedaż                       |
| ---- | ------------------------------------------------------------------------------------------------ | ----------------- | ----------------- | ------------------------------ |
| 2023 | Me - Wydany: 31 marca 2023 - Wytwórnia: YG, Interscope - Format: CD, digital download, streaming | 1                 | 24                | - KOR: 1 355 665+ - JAP: 1960+ |

#### Single cyfrowe
| Rok                                                       | Tytuł         | Najwyższa pozycja | Najwyższa pozycja | Najwyższa pozycja | Najwyższa pozycja | Najwyższa pozycja | Najwyższa pozycja | Najwyższa pozycja | Najwyższa pozycja | Najwyższa pozycja | Najwyższa pozycja | Album |
| Rok                                                       | Tytuł         | KOR               | KOR               | AUS               | CAN               | JAP Hot           | NZ                | UK                | US Bub.           | US World          | WW                | Album |
| Rok                                                       | Tytuł         | Circle            | Songs             | AUS               | CAN               | JAP Hot           | NZ                | UK                | US Bub.           | US World          | WW                | Album |
| --------------------------------------------------------- | ------------- | ----------------- | ----------------- | ----------------- | ----------------- | ----------------- | ----------------- | ----------------- | ----------------- | ----------------- | ----------------- | ----- |
| 2023                                                      | „Flower" (꽃) | 2                 | 1                 | 33                | 30                | 45                | 40                | 38                | 4                 | 2                 | 2                 | Me    |
| „–” oznacza, że singiel nie był notowany na danej liście. |               |                   |                   |                   |                   |                   |                   |                   |                   |                   |                   |       |

#### Pozostałe utwory notowane
| Rok                                                       | Tytuł            | Najwyższa pozycja | Najwyższa pozycja | Najwyższa pozycja | Najwyższa pozycja | Najwyższa pozycja | Album |
| Rok                                                       | Tytuł            | KOR               | KOR               | NZ Hot            | US World          | WW                | Album |
| Rok                                                       | Tytuł            | Circle            | Songs             | NZ Hot            | US World          | WW                | Album |
| --------------------------------------------------------- | ---------------- | ----------------- | ----------------- | ----------------- | ----------------- | ----------------- | ----- |
| 2023                                                      | „All Eyes on Me" | 102               | —                 | 18                | 4                 | 78                | Me    |
| „–” oznacza, że singiel nie był notowany na danej liście. |                  |                   |                   |                   |                   |                   |       |

## Filmografia

### Programy rozrywkowe
| Rok       | Tytuł    | Stacja telewizyjna | Uwagi      | Źródło |
| --------- | -------- | ------------------ | ---------- | ------ |
| 2017–2018 | Inkigayo | SBS                | prowadząca | [ 11 ] |

### Programy telewizyjne
| Rok  | Tytuł                     | Rola                       | Stacja telewizyjna | Źródło |
| ---- | ------------------------- | -------------------------- | ------------------ | ------ |
| 2015 | Producent                 | Cameo (odc. 4, 5 i 12)     | KBS2               | [ 4 ]  |
| 2017 | Part-Time Idol            | Jisoo                      | SBS                |        |
| 2019 | Kroniki Arthdalu          | Sae Na-rae                 | tvN                | [ 4 ]  |
| 2021 | Seolganghwa (kor. 설강화) | Eun Young-ro (główna rola) | JTBC, Disney+      | [ 44 ] |

## Odznaczenia
- Honorary Member Orderu Imperium Brytyjskiego – Wielka Brytania, 2023[45]